# Liste der Biografien/Meyeri
Liste der Biografien |
Portal Biografien |
Personensuche
# |
A |
B |
C |
D |
E |
F |
G |
H |
I |
J |
K |
L |
M |
N |
O |
P |
Q |
R |
S |
T |
U |
V |
W |
X |
Y |
Z |
?
 
Ma |
Mb |
Mc |
Md |
Me |
Mf |
Mg |
Mh |
Mi |
Mj |
Mk |
Ml |
Mm |
Mn |
Mo |
Mp |
Mq |
Mr |
Ms |
Mt |
Mu |
Mv |
Mw |
Mx |
My |
Mz
 
Mea–Mee |
Mef |
Meg |
Meh |
Mei |
Mej |
Mek |
Mel |
Mem |
Men |
Meo |
Mep |
Mer |
Mes |
Met |
Meu |
Mev |
Mew |
Mex |
Mey |
Mez
 
Meyb |
Meyd |
Meye |
Meyf |
Meyg |
Meyh |
Meyi |
Meyj |
Meyk |
Meyl |
Meyn |
Meyo |
Meyp |
Meyr |
Meys |
Meyt |
Meyz
 
Meyen |
Meyer
 
Meyer, A |
Meyer, B |
Meyer, C |
Meyer, D |
Meyer, E |
Meyer, F |
Meyer, G |
Meyer, H |
Meyer, I |
Meyer, J |
Meyer, K |
Meyer, L |
Meyer, M |
Meyer, N |
Meyer, O |
Meyer, P |
Meyer, R |
Meyer, S |
Meyer, T |
Meyer, U |
Meyer, V |
Meyer, W |
Meyer, Y |
Meyer, Z |
Meyerb |
Meyerd |
Meyere |
Meyerf |
Meyerh |
Meyeri |
Meyerl |
Meyerm |
Meyern |
Meyero |
Meyerr |
Meyers
Die Liste der Biografien führt alle Personen auf, die in der deutschsprachigen Wikipedia einen Artikel haben. Dieses ist eine Teilliste mit 8 Einträgen von Personen, deren Namen mit den Buchstaben „Meyeri“ beginnt.

## Meyeri

### Meyerin
- Meyerinck, Dietrich Reichard von (1701–1775), preußischer Generalleutnant und Chef des Infanterie-Regiments Nr. 26
- Meyerinck, Heinrich von (1786–1848), deutscher Offizier und Oberforstmeister
- Meyerinck, Hubert von (1827–1900), preußischer Generalleutnant und Schriftsteller
- Meyerinck, Hubert von (1896–1971), deutscher SchauspielerHubert von Meyerinck (1896–1971)

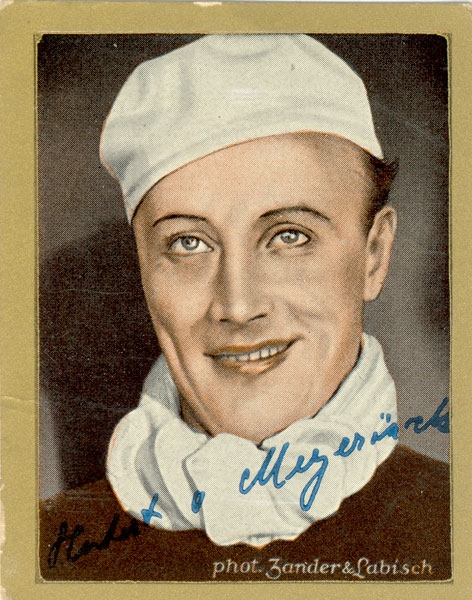
Hubert von Meyerinck (1896–1971)

- Meyerinck, Richard von (1802–1885), preußischer Generalmajor und Kommandeur der 14. Kavallerie-Brigade
- Meyering, Gerhard (1913–2005), deutscher Kapitän zur See der Bundesmarine
- Meyering, Stephan, deutscher Wirtschaftswissenschaftler
- Meyerink, Bianca (* 1992), deutsche Volleyballspielerin